# Саменжа
Саменжа — река в Вытегорском районе Вологодской области России, левый приток Андомы.
Берёт исток из озера в болотистой местности на территории Девятинского сельского поселения, делает небольшой крюк на юг и в районе нежилого посёлка Саменжа поворачивает на север. Впадает в Андому в 63 км от её устья на границе с Андомским сельским поселением. Жилых населённых пунктов на берегах Саменжи нет. Длина реки составляет 20 км, площадь водосборного бассейна — 81,1 км².

## Данные водного реестра
По данным государственного водного реестра России относится к Балтийскому бассейновому округу, водохозяйственный участок реки — Бассейн Онежского озера без рр. Шуя, Суна, Водла и Вытегра, речной подбассейн реки — Свирь (включая реки бассейна Онежского озера). Относится к речному бассейну реки Нева (включая бассейны рек Онежского и Ладожского озера).
Код объекта в государственном водном реестре — 01040100612102000017314.